# Список астероїдів (20601—20700)
| Назва                             | Тимчасове позначення | Дата відкриття    | Місце відкриття                   | Відкривач                 |
| --------------------------------- | -------------------- | ----------------- | --------------------------------- | ------------------------- |
| (20601) 1999 RD197                | 1999 RD197           | 8 вересня 1999    | Сокорро (Нью-Мексико)             | LINEAR                    |
| (20602) 1999 RC198                | 1999 RC198           | 8 вересня 1999    | Сокорро (Нью-Мексико)             | LINEAR                    |
| (20603) 1999 RT199                | 1999 RT199           | 8 вересня 1999    | Сокорро (Нью-Мексико)             | LINEAR                    |
| 20604 Врішікпатіл (Vrishikpatil)  | 1999 RW205           | 8 вересня 1999    | Сокорро (Нью-Мексико)             | LINEAR                    |
| (20605) 1999 RX209                | 1999 RX209           | 8 вересня 1999    | Сокорро (Нью-Мексико)             | LINEAR                    |
| 20606 Widemann                    | 1999 RM214           | 5 вересня 1999    | Станція Андерсон-Меса             | LONEOS                    |
| 20607 Vernazza                    | 1999 RR219           | 4 вересня 1999    | Станція Андерсон-Меса             | LONEOS                    |
| 20608 Fredmerlin                  | 1999 RH224           | 7 вересня 1999    | Станція Андерсон-Меса             | LONEOS                    |
| (20609) 1999 RO225                | 1999 RO225           | 3 вересня 1999    | Обсерваторія Кітт-Пік             | Spacewatch                |
| (20610) 1999 RK235                | 1999 RK235           | 8 вересня 1999    | Каталінський огляд                | Каталінський огляд        |
| (20611) 1999 RL235                | 1999 RL235           | 8 вересня 1999    | Каталінський огляд                | Каталінський огляд        |
| (20612) 1999 RT237                | 1999 RT237           | 8 вересня 1999    | Каталінський огляд                | Каталінський огляд        |
| 20613 Chibaken                    | 1999 RE240           | 11 вересня 1999   | Станція Андерсон-Меса             | LONEOS                    |
| (20614) 1999 SN3                  | 1999 SN3             | 24 вересня 1999   | Сокорро (Нью-Мексико)             | LINEAR                    |
| (20615) 1999 SZ3                  | 1999 SZ3             | 29 вересня 1999   | Вішнянська обсерваторія           | Корадо Корлевіч           |
| 20616 Зейшансайед (Zeeshansayed)  | 1999 SH6             | 30 вересня 1999   | Сокорро (Нью-Мексико)             | LINEAR                    |
| (20617) 1999 SA7                  | 1999 SA7             | 29 вересня 1999   | Сокорро (Нью-Мексико)             | LINEAR                    |
| 20618 Денібатлер (Daniebutler)    | 1999 SG7             | 29 вересня 1999   | Сокорро (Нью-Мексико)             | LINEAR                    |
| (20619) 1999 SB10                 | 1999 SB10            | 30 вересня 1999   | Вумера                            | Френк Золотовскі          |
| (20620) 1999 SW10                 | 1999 SW10            | 30 вересня 1999   | Каталінський огляд                | Каталінський огляд        |
| (20621) 1999 TK11                 | 1999 TK11            | 9 жовтня 1999     | Обсерваторія Амейя-де-Мар         | Жауме Номен               |
| (20622) 1999 TQ11                 | 1999 TQ11            | 8 жовтня 1999     | Обсерваторія Клеть                | Обсерваторія Клеть        |
| 20623 Девідянґ (Davidyoung)       | 1999 TS11            | 10 жовтня 1999    | Обсерваторія Еверстар             | Марк Абрагам, Джина Федон |
| 20624 Даріозанетті (Dariozanetti) | 1999 TB12            | 9 жовтня 1999     | Обсерваторія Ньйоска              | Стефано Спозетті          |
| 20625 Ното (Noto)                 | 1999 TG20            | 9 жовтня 1999     | Астрономічна обсерваторія Янаґіда | Акіра Цусікава            |
| (20626) 1999 TH21                 | 1999 TH21            | 4 жовтня 1999     | Сокорро (Нью-Мексико)             | LINEAR                    |
| (20627) 1999 TF38                 | 1999 TF38            | 1 жовтня 1999     | Каталінський огляд                | Каталінський огляд        |
| (20628) 1999 TS40                 | 1999 TS40            | 5 жовтня 1999     | Каталінський огляд                | Каталінський огляд        |
| (20629) 1999 TB90                 | 1999 TB90            | 2 жовтня 1999     | Сокорро (Нью-Мексико)             | LINEAR                    |
| (20630) 1999 TJ90                 | 1999 TJ90            | 2 жовтня 1999     | Сокорро (Нью-Мексико)             | LINEAR                    |
| 20631 Стіфуллер (Stefuller)       | 1999 TW91            | 2 жовтня 1999     | Сокорро (Нью-Мексико)             | LINEAR                    |
| 20632 Карліроссер (Carlyrosser)   | 1999 TC92            | 2 жовтня 1999     | Сокорро (Нью-Мексико)             | LINEAR                    |
| (20633) 1999 TU93                 | 1999 TU93            | 2 жовтня 1999     | Сокорро (Нью-Мексико)             | LINEAR                    |
| 20634 Мерічардсон (Marichardson)  | 1999 TP94            | 2 жовтня 1999     | Сокорро (Нью-Мексико)             | LINEAR                    |
| (20635) 1999 TV96                 | 1999 TV96            | 2 жовтня 1999     | Сокорро (Нью-Мексико)             | LINEAR                    |
| (20636) 1999 TC97                 | 1999 TC97            | 2 жовтня 1999     | Сокорро (Нью-Мексико)             | LINEAR                    |
| (20637) 1999 TX103                | 1999 TX103           | 3 жовтня 1999     | Сокорро (Нью-Мексико)             | LINEAR                    |
| 20638 Лінчень (Lingchen)          | 1999 TV108           | 4 жовтня 1999     | Сокорро (Нью-Мексико)             | LINEAR                    |
| 20639 Мішельлуї (Michellouie)     | 1999 TD109           | 4 жовтня 1999     | Сокорро (Нью-Мексико)             | LINEAR                    |
| (20640) 1999 TF118                | 1999 TF118           | 4 жовтня 1999     | Сокорро (Нью-Мексико)             | LINEAR                    |
| 20641 Яньваньчжень (Yenuanchen)   | 1999 TF121           | 4 жовтня 1999     | Сокорро (Нью-Мексико)             | LINEAR                    |
| 20642 Лораджонсон (Laurajohnson)  | 1999 TC124           | 4 жовтня 1999     | Сокорро (Нью-Мексико)             | LINEAR                    |
| 20643 Анжелікаліу (Angelicaliu)   | 1999 TK142           | 7 жовтня 1999     | Сокорро (Нью-Мексико)             | LINEAR                    |
| 20644 Амрітдас (Amritdas)         | 1999 TN144           | 7 жовтня 1999     | Сокорро (Нью-Мексико)             | LINEAR                    |
| (20645) 1999 TH149                | 1999 TH149           | 7 жовтня 1999     | Сокорро (Нью-Мексико)             | LINEAR                    |
| 20646 Ніхілгупта (Nikhilgupta)    | 1999 TM150           | 7 жовтня 1999     | Сокорро (Нью-Мексико)             | LINEAR                    |
| (20647) 1999 TQ155                | 1999 TQ155           | 7 жовтня 1999     | Сокорро (Нью-Мексико)             | LINEAR                    |
| (20648) 1999 TF166                | 1999 TF166           | 10 жовтня 1999    | Сокорро (Нью-Мексико)             | LINEAR                    |
| 20649 Мікленов (Miklenov)         | 1999 TP170           | 10 жовтня 1999    | Сокорро (Нью-Мексико)             | LINEAR                    |
| (20650) 1999 TG173                | 1999 TG173           | 10 жовтня 1999    | Сокорро (Нью-Мексико)             | LINEAR                    |
| (20651) 1999 TE219                | 1999 TE219           | 1 жовтня 1999     | Каталінський огляд                | Каталінський огляд        |
| (20652) 1999 TY229                | 1999 TY229           | 2 жовтня 1999     | Каталінський огляд                | Каталінський огляд        |
| (20653) 1999 TN245                | 1999 TN245           | 7 жовтня 1999     | Каталінський огляд                | Каталінський огляд        |
| (20654) 1999 TO247                | 1999 TO247           | 8 жовтня 1999     | Каталінський огляд                | Каталінський огляд        |
| (20655) 1999 TT248                | 1999 TT248           | 8 жовтня 1999     | Каталінський огляд                | Каталінський огляд        |
| (20656) 1999 TX258                | 1999 TX258           | 9 жовтня 1999     | Сокорро (Нью-Мексико)             | LINEAR                    |
| 20657 Alvarez-Candal              | 1999 TL261           | 14 жовтня 1999    | Станція Андерсон-Меса             | LONEOS                    |
| 20658 Бушмарінов (Bushmarinov)    | 1999 TY270           | 3 жовтня 1999     | Сокорро (Нью-Мексико)             | LINEAR                    |
| (20659) 1999 UE                   | 1999 UE              | 16 жовтня 1999    | Вішнянська обсерваторія           | Корадо Корлевіч           |
| (20660) 1999 UF                   | 1999 UF              | 16 жовтня 1999    | Вішнянська обсерваторія           | Корадо Корлевіч           |
| (20661) 1999 UZ                   | 1999 UZ              | 16 жовтня 1999    | Вішнянська обсерваторія           | Корадо Корлевіч           |
| (20662) 1999 UC1                  | 1999 UC1             | 16 жовтня 1999    | Вішнянська обсерваторія           | Корадо Корлевіч           |
| (20663) 1999 UU2                  | 1999 UU2             | 19 жовтня 1999    | Обсерваторія Фаунтін-Гіллс        | Чарльз Джулз              |
| (20664) 1999 UV4                  | 1999 UV4             | 31 жовтня 1999    | Обсерваторія Модри                | Адріан Галад, Юрай Тотг   |
| (20665) 1999 UQ8                  | 1999 UQ8             | 29 жовтня 1999    | Каталінський огляд                | Каталінський огляд        |
| (20666) 1999 UX8                  | 1999 UX8             | 29 жовтня 1999    | Каталінський огляд                | Каталінський огляд        |
| (20667) 1999 UM11                 | 1999 UM11            | 27 жовтня 1999    | Вішнянська обсерваторія           | Корадо Корлевіч           |
| (20668) 1999 UN11                 | 1999 UN11            | 27 жовтня 1999    | Вішнянська обсерваторія           | Корадо Корлевіч           |
| (20669) 1999 UO13                 | 1999 UO13            | 29 жовтня 1999    | Каталінський огляд                | Каталінський огляд        |
| (20670) 1999 UA46                 | 1999 UA46            | 31 жовтня 1999    | Каталінський огляд                | Каталінський огляд        |
| (20671) 1999 UX48                 | 1999 UX48            | 31 жовтня 1999    | Каталінський огляд                | Каталінський огляд        |
| (20672) 1999 UU50                 | 1999 UU50            | 30 жовтня 1999    | Каталінський огляд                | Каталінський огляд        |
| 20673 Жанель (Janelle)            | 1999 VW              | 3 листопада 1999  | Обсерваторія Фарпойнт             | Ґрем Белл                 |
| (20674) 1999 VT1                  | 1999 VT1             | 4 листопада 1999  | Обсерваторія Ніхондайра           | Такеші Урата              |
| (20675) 1999 VK6                  | 1999 VK6             | 5 листопада 1999  | Обсерваторія Оїдзумі              | Такао Кобаяші             |
| (20676) 1999 VA7                  | 1999 VA7             | 8 листопада 1999  | Обсерваторія Фаунтін-Гіллс        | Чарльз Джулз              |
| (20677) 1999 VT7                  | 1999 VT7             | 7 листопада 1999  | Вішнянська обсерваторія           | Корадо Корлевіч           |
| (20678) 1999 VE9                  | 1999 VE9             | 8 листопада 1999  | Вішнянська обсерваторія           | Корадо Корлевіч           |
| (20679) 1999 VU9                  | 1999 VU9             | 9 листопада 1999  | Обсерваторія Фаунтін-Гіллс        | Чарльз Джулз              |
| (20680) 1999 VX9                  | 1999 VX9             | 9 листопада 1999  | Обсерваторія Фаунтін-Гіллс        | Чарльз Джулз              |
| (20681) 1999 VH10                 | 1999 VH10            | 9 листопада 1999  | Обсерваторія Оїдзумі              | Такао Кобаяші             |
| (20682) 1999 VP23                 | 1999 VP23            | 14 листопада 1999 | Обсерваторія Фаунтін-Гіллс        | Чарльз Джулз              |
| (20683) 1999 VT44                 | 1999 VT44            | 4 листопада 1999  | Каталінський огляд                | Каталінський огляд        |
| (20684) 1999 VW44                 | 1999 VW44            | 4 листопада 1999  | Каталінський огляд                | Каталінський огляд        |
| (20685) 1999 VX48                 | 1999 VX48            | 3 листопада 1999  | Сокорро (Нью-Мексико)             | LINEAR                    |
| 20686 Тоттумкара (Thottumkara)    | 1999 VX54            | 4 листопада 1999  | Сокорро (Нью-Мексико)             | LINEAR                    |
| 20687 Салеторе (Saletore)         | 1999 VQ60            | 4 листопада 1999  | Сокорро (Нью-Мексико)             | LINEAR                    |
| (20688) 1999 VR62                 | 1999 VR62            | 4 листопада 1999  | Сокорро (Нью-Мексико)             | LINEAR                    |
| 20689 Чжуюаньчень (Zhuyuanchen)   | 1999 VF63            | 4 листопада 1999  | Сокорро (Нью-Мексико)             | LINEAR                    |
| 20690 Крівелло (Crivello)         | 1999 VY66            | 4 листопада 1999  | Сокорро (Нью-Мексико)             | LINEAR                    |
| (20691) 1999 VY72                 | 1999 VY72            | 11 листопада 1999 | Обсерваторія Сайдинг-Спрінг       | Роберт Макнот             |
| (20692) 1999 VX73                 | 1999 VX73            | 1 листопада 1999  | Обсерваторія Кітт-Пік             | Spacewatch                |
| 20693 Рамондіас (Ramondiaz)       | 1999 VV81            | 5 листопада 1999  | Сокорро (Нью-Мексико)             | LINEAR                    |
| (20694) 1999 VT82                 | 1999 VT82            | 1 листопада 1999  | Обсерваторія Кітт-Пік             | Spacewatch                |
| (20695) 1999 VM92                 | 1999 VM92            | 9 листопада 1999  | Сокорро (Нью-Мексико)             | LINEAR                    |
| 20696 Торресдуарте (Torresduarte) | 1999 VJ95            | 9 листопада 1999  | Сокорро (Нью-Мексико)             | LINEAR                    |
| (20697) 1999 VK115                | 1999 VK115           | 9 листопада 1999  | Каталінський огляд                | Каталінський огляд        |
| (20698) 1999 VE127                | 1999 VE127           | 9 листопада 1999  | Обсерваторія Кітт-Пік             | Spacewatch                |
| (20699) 1999 VJ144                | 1999 VJ144           | 11 листопада 1999 | Каталінський огляд                | Каталінський огляд        |
| (20700) 1999 VG145                | 1999 VG145           | 8 листопада 1999  | Сокорро (Нью-Мексико)             | LINEAR                    |

| ← Астероїди 20001—30000 → |             |             |             |             |             |             |             |             |             |
| 20001—20100               | 21001—21100 | 22001—22100 | 23001—23100 | 24001—24100 | 25001—25100 | 26001—26100 | 27001—27100 | 28001—28100 | 29001—29100 |
| 20101—20200               | 21101—21200 | 22101—22200 | 23101—23200 | 24101—24200 | 25101—25200 | 26101—26200 | 27101—27200 | 28101—28200 | 29101—29200 |
| 20201—20300               | 21201—21300 | 22201—22300 | 23201—23300 | 24201—24300 | 25201—25300 | 26201—26300 | 27201—27300 | 28201—28300 | 29201—29300 |
| 20301—20400               | 21301—21400 | 22301—22400 | 23301—23400 | 24301—24400 | 25301—25400 | 26301—26400 | 27301—27400 | 28301—28400 | 29301—29400 |
| 20401—20500               | 21401—21500 | 22401—22500 | 23401—23500 | 24401—24500 | 25401—25500 | 26401—26500 | 27401—27500 | 28401—28500 | 29401—29500 |
| 20501—20600               | 21501—21600 | 22501—22600 | 23501—23600 | 24501—24600 | 25501—25600 | 26501—26600 | 27501—27600 | 28501—28600 | 29501—29600 |
| 20601—20700               | 21601—21700 | 22601—22700 | 23601—23700 | 24601—24700 | 25601—25700 | 26601—26700 | 27601—27700 | 28601—28700 | 29601—29700 |
| 20701—20800               | 21701—21800 | 22701—22800 | 23701—23800 | 24701—24800 | 25701—25800 | 26701—26800 | 27701—27800 | 28701—28800 | 29701—29800 |
| 20801—20900               | 21801—21900 | 22801—22900 | 23801—23900 | 24801—24900 | 25801—25900 | 26801—26900 | 27801—27900 | 28801—28900 | 29801—29900 |
| 20901—21000               | 21901—22000 | 22901—23000 | 23901—24000 | 24901—25000 | 25901—26000 | 26901—27000 | 27901—28000 | 28901—29000 | 29901—30000 |